# Xenotrichula soikai
Xenotrichula soikai är en djurart som tillhör fylumet bukhårsdjur, och som beskrevs av Schrom 1966. Xenotrichula soikai ingår i släktet Xenotrichula och familjen Xenotrichulidae. Inga underarter finns listade i Catalogue of Life.